# Charles-Émile Desmoulins
Charles-Émile Desmoulins né à La Mure (Isère) le 29 août 1829 et mort à Paladru le 23 décembre 1900, est un peintre et un dessinateur français.

## Biographie
Élève de Narcisse Diaz de la Pena, Desmoulins a été professeur de dessin au Collège de La Mure pendant que ses lithographies sortaient dans l'hebdomadaire L'Actualité dauphinoise illustrée.

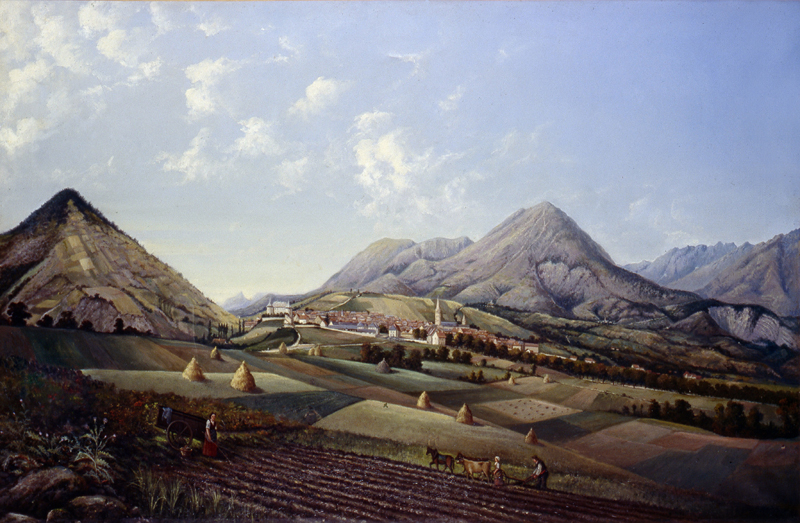
La Mure en 1891, huile sur toile, 1891, (Musée dauphinois).

## Œuvres
Tableau exposé au Salon de 1878
- Fond des gorges de Franchard. Forêt de Fontainebleau (no 737)[3]

Tableau exposé au Salon de 1879
- Sur les Platières. Forêt de Fontainebleau (no 977)[4]

Tableau exposé au Salon de 1880
- Les buttes de Franchard. Forêt de Fontainebleau (no 1147)[5]